# Cyrela
A Cyrela é uma incorporadora e construtora de imóveis residenciais sediada no estado de São Paulo.
Atualmente opera em 16 estados e 66 cidades no Brasil, além da Argentina e Uruguai.[carece de fontes?]
Venceu pelo décimo ano seguido o prêmio de empresa mais admirada do Brasil, promovido pela revista CartaCapital, no segmento de Construtoras e Incorporadoras. A empresa contou no Ranking Interbrand das 25 Marcas Brasileiras mais Valiosas em 2010, com valor de marca estimado em R$ 545 milhões, ocupando a 14ª posição.
No primeiro trimestre de 2013, a empresa teve um lucro líquido de R$ 179 milhões.

## Obras de destaque
Dentre sua principais obras, destacam-se os empreendimentos Faria Lima Financial Center na cidade de São Paulo, JK Financial Center na mesma cidade, e o Le Parc Residential Resort Salvador, o maior condomínio de luxo do Brasil, cuja ação de marketing recebeu o prêmio Top de Marketing da Associação dos Dirigentes de Vendas e Marketing do Brasil (ADVB).

## Marcas do Grupo Cyrela
- Living
- Vivaz
- Cury
- Plano&Plano
- Lavvi
- Mude.me
- CashMe
- Instituto Cyrela